# Oedothorax globiceps
Oedothorax globiceps là một loài nhện trong họ Linyphiidae.
Loài này thuộc chi Oedothorax. Oedothorax globiceps được Konrad Thaler miêu tả năm 1987.